# Günther Enescu
Günther Enescu   (Bazna, 25 de novembre de 1955) és un jugador de voleibol romanès, ja retirat, que va competir durant les dècades de 1970 i 1980.
El 1980 va prendre part en els Jocs Olímpics d'Estiu de Moscou, on guanyà la medalla de bronze en la competició de voleibol. En el seu palmarès també destaca una medalla d'or a les Universíades de 1981.